# Undva
Koordinaten: 58° 30′ N, 21° 59′ O

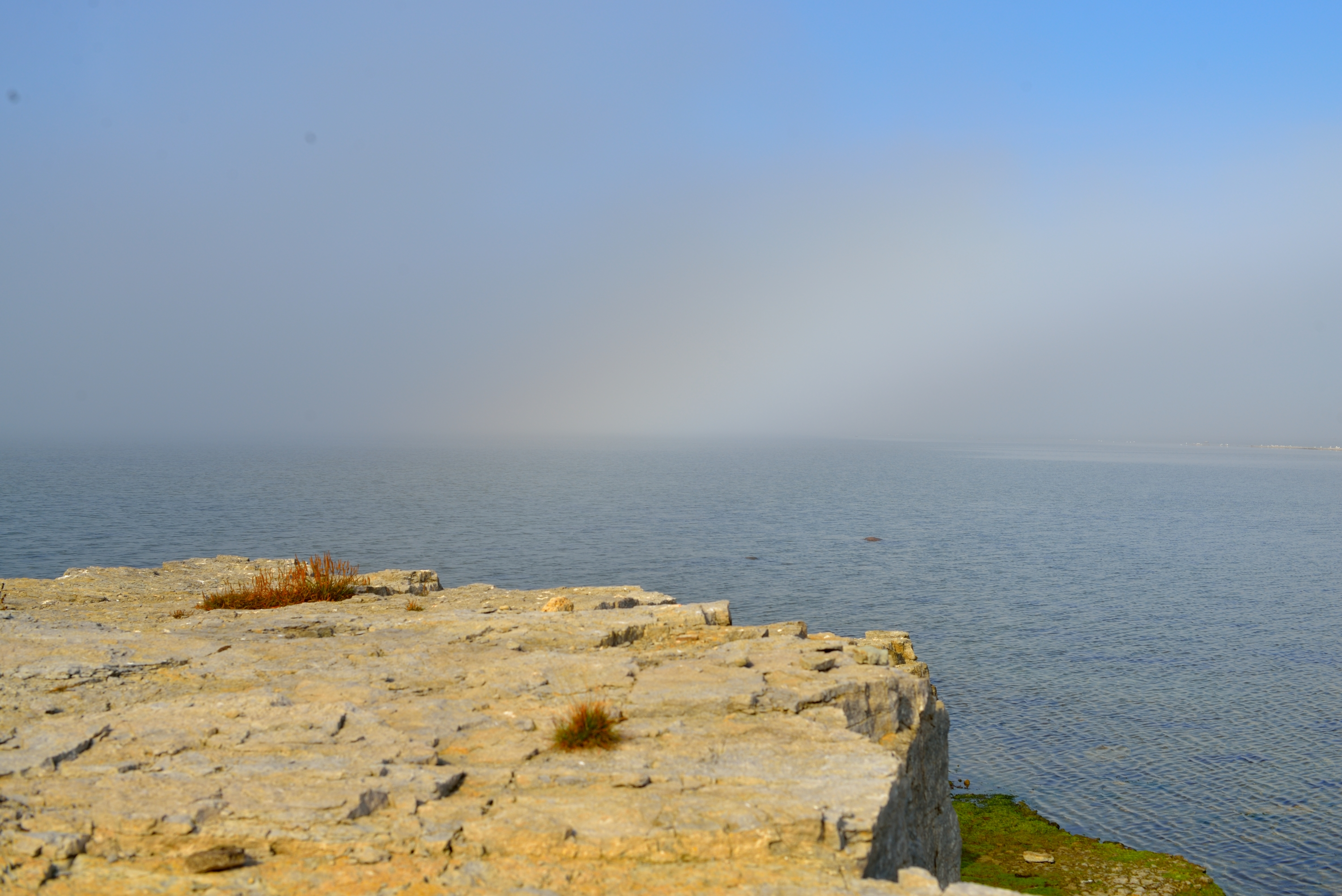
Regenbogen über der Ostsee bei Undva

Undva (deutsch Hundwa) ist ein Dorf (estnisch küla) auf der größten estnischen Insel Saaremaa. Es gehört zur Landgemeinde Saaremaa (bis 2017: Landgemeinde Kihelkonna) im Kreis Saare.

## Einwohnerschaft, Lage und Geschichte
Das Dorf hat sieben Einwohner (Stand 31. Dezember 2011). Es liegt 39 Kilometer nordwestlich der Inselhauptstadt Kuressaare.
Nordwestlich der Dorfkerns befindet sich die Nordspitze der Halbinsel Tagamõisa (deutsch Hundsort) mit ihrer Steilküste.
Ausgrabungen haben ergeben, dass der Ort bereits im Neolithikum besiedelt war.